# 边生双盖蕨
边生双盖蕨（学名：Diplazium conterminum）也称边生短肠蕨，为蹄盖蕨科双盖蕨属下的一个植物种。